# Nitoukou
Nitoukou est une commune du Cameroun située dans la région du Centre et le département du Mbam-et-Inoubou.

## Population
Lors du recensement de 2005, la commune comptait 4 831 habitants, dont 1 310 pour Nitoukou proprement dit.

## Organisation
Outre le village Nitoukou, la commune comprend les villages suivants :
- Ekondjé ;
- Etong ;
- Ilobi ;
- Ndekeyap ;
- Ndema ;
- Ndikibil ;
- Ndoksongden ;
- Ndogbissoung ;
- Nebassel ;
- Neboya ;
- Nekom I ;
- Nekom II.

## Personnalités liées à la commune
- Gabriel Manimbem, entrepreneur camerounais, y est né.